# NEMA (codeermachine)

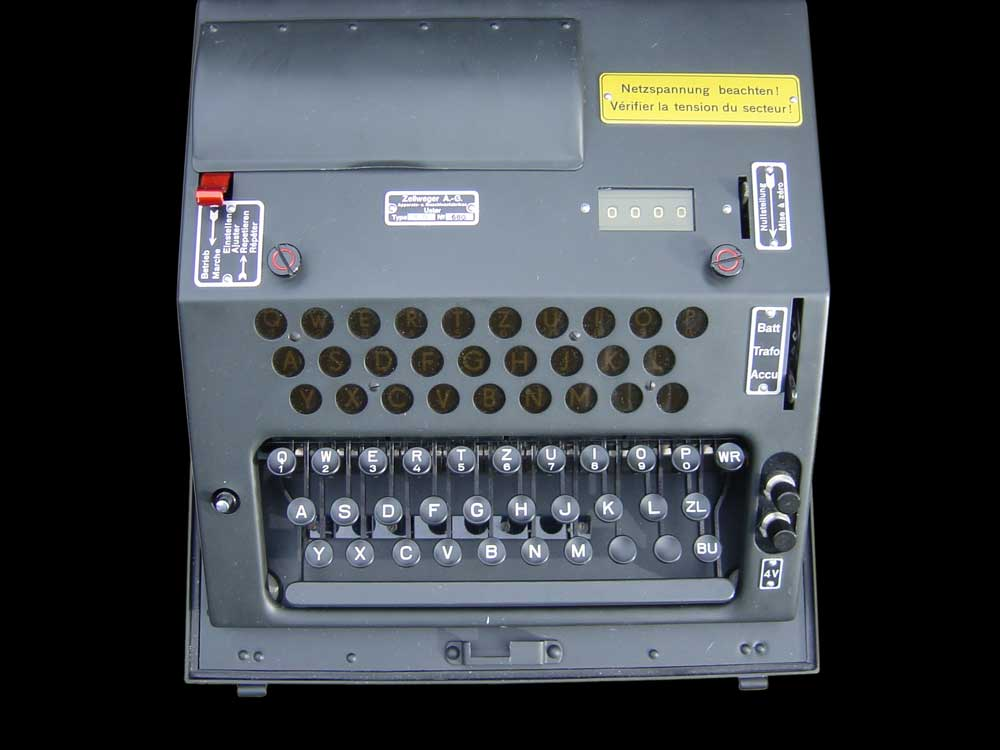
De NEMA (Neue Machine) Codeermachine

De NEMA is een codeermachine, ontwikkeld voor het Zwitserse leger tijdens de Tweede Wereldoorlog. Het toestel werd in gebruik genomen in 1947 en werd gebruikt tot 1992. De afkorting NEMA staat voor NEue MAschine.

## Beschrijving
Het toestel is een rotormachine met tien rotors, waaronder een reflector en vier codeer-rotors of scramblers. De vijf overige rotors bepalen van de bewegingscyclus van de vier scramblers en de reflector. De scramblers, die de eigenlijke substitutievercijfering uitvoeren vormen elk een paar met een van de bewegingsrotors. Elk van de scramblers en reflector kan gecombineerd worden met elke bewegingsrotor. Het stappenmechanisme van de NEMA is veel ingewikkelder dan dat van de Enigma-machine. Het toestel heeft 31 toetsen, waarvan 26 voor het alfabet, drie toetsen met speciale functie en twee blanco toetsen. Voorts is er een lampenpaneel met de 26 letters en twee blanco lampjes. Het toestel weegt ongeveer 10 kg.

## Geschiedenis
Zwitserland kocht in 1938 de Duitse Enigma K-codeermachine aan, ook wel Swiss K genoemd. De Enigma K was een commerciële variant van de Enigma codeermachine, maar was minder veilig. Het toestel werd reeds vóór de Tweede Wereldoorlog gebroken door verschillende inlichtingendiensten. Daarom startte Zwitserland in 1941 met de ontwikkeling van een nieuw en veiliger vercijferingstoestel, gebaseerd op de Enigma K. In 1945 was het ontwerp klaar en werd gestart met de productie door de firma Zellweger AG. Er werden meer dan 600 van deze toestellen geleverd aan het leger en de luchtmacht. De NEMA werd in dienst genomen vanaf 1947 en bleef geheim tot 1992.